# Pistolet (dessin)
Pour les articles homonymes, voir pistolet et perroquet.
Un pistolet ou perroquet ou trace-courbes est un instrument de dessin présentant une grande variété de courbes, pour le dessin technique ou le patronnage. À l'origine en bois ou en métal, les pistolets sont généralement en matière plastique. Il existe de nombreux modèles différents par la forme et le format.
|  |  |  |  |